# Voice of America Jazz Hour
Pour les articles homonymes, voir Voice of America et Jazz (homonymie).
Voice of America Jazz Hour (L'Heure du jazz de la radio américaine Voice of America) est une émission de radio de jazz, emblématique, animée par Willis Conover, pendant plus de 40 ans, entre 1955 et 1996, avec pour indicatif musical un extrait du titre Take the "A" Train, du big band de Duke Ellington.

## Histoire
L'animateur de radio américain Willis Conover devient, à partir de 1955, animateur de l'émission de radio nocturne Voice of America Jazz Hour de la radio internationale Voice of America de Washington.

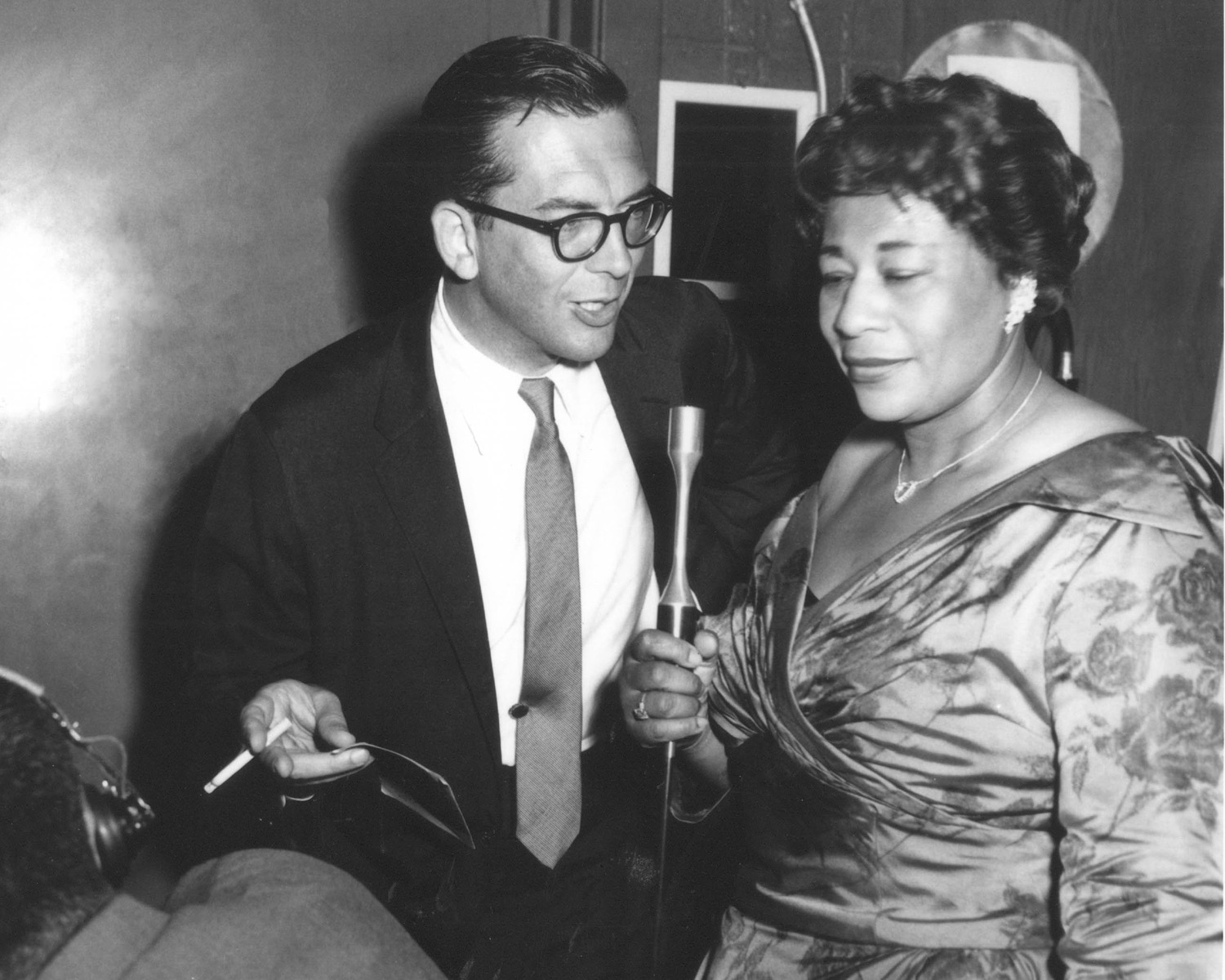
Avec Ella Fitzgerald
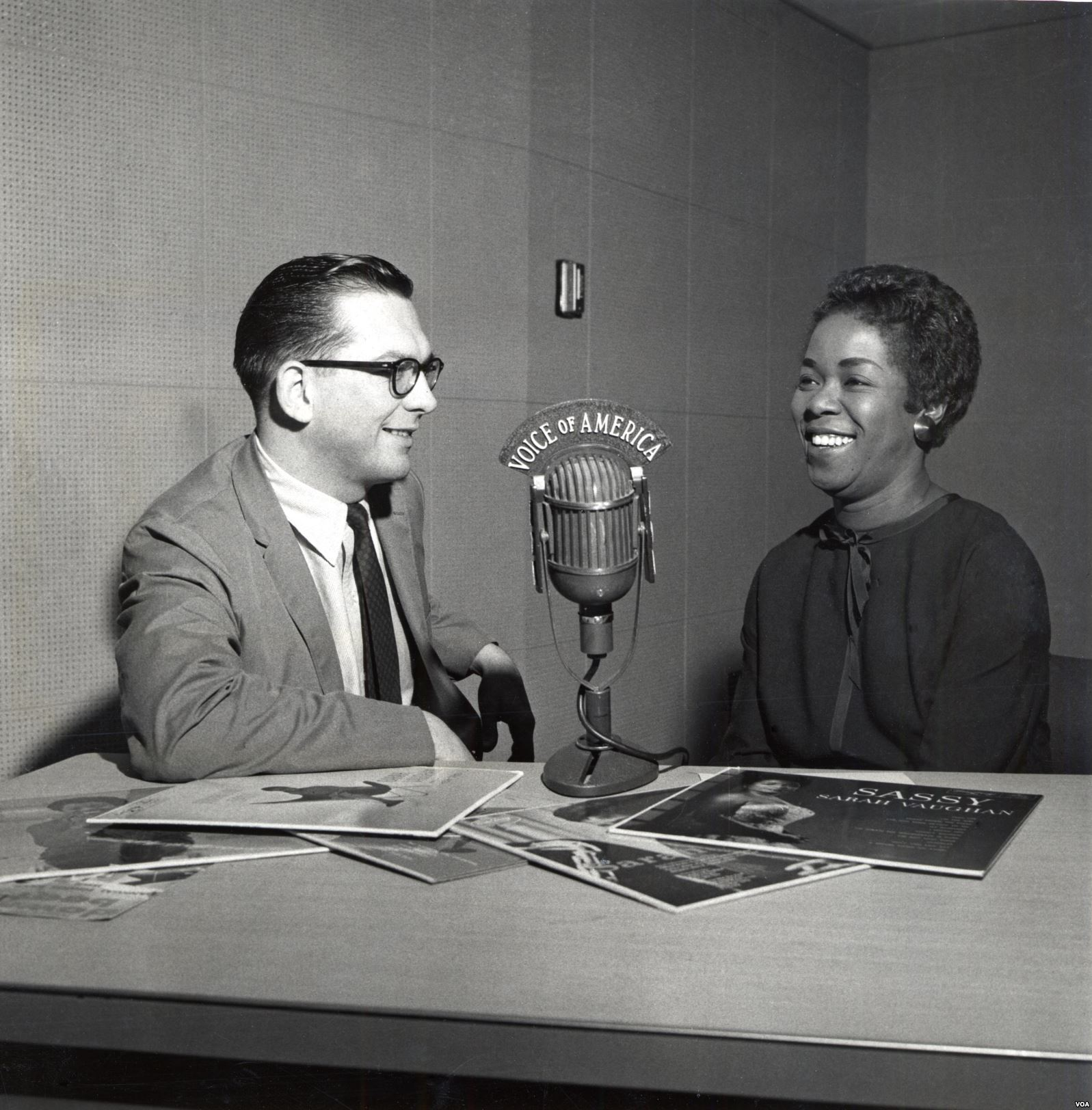
Avec Sarah Vaughan
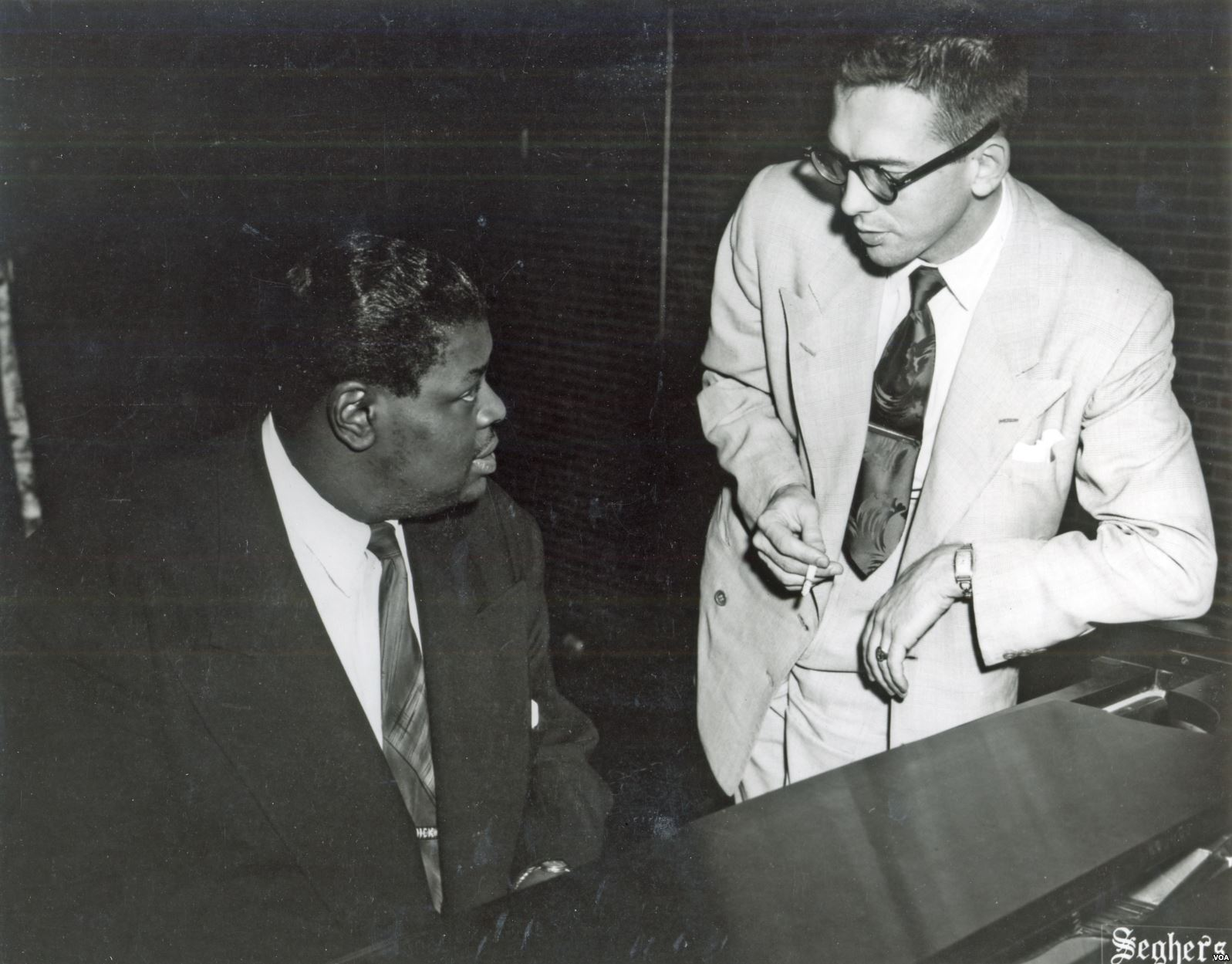
Avec Oscar Peterson

Il parle un anglais simple, avec une voix grave et lente, pour être compris mondialement du plus grand nombre, avec pour célèbre indicatif un extrait du titre Take the "A" Train, du big band de son grand ami Duke Ellington,. 

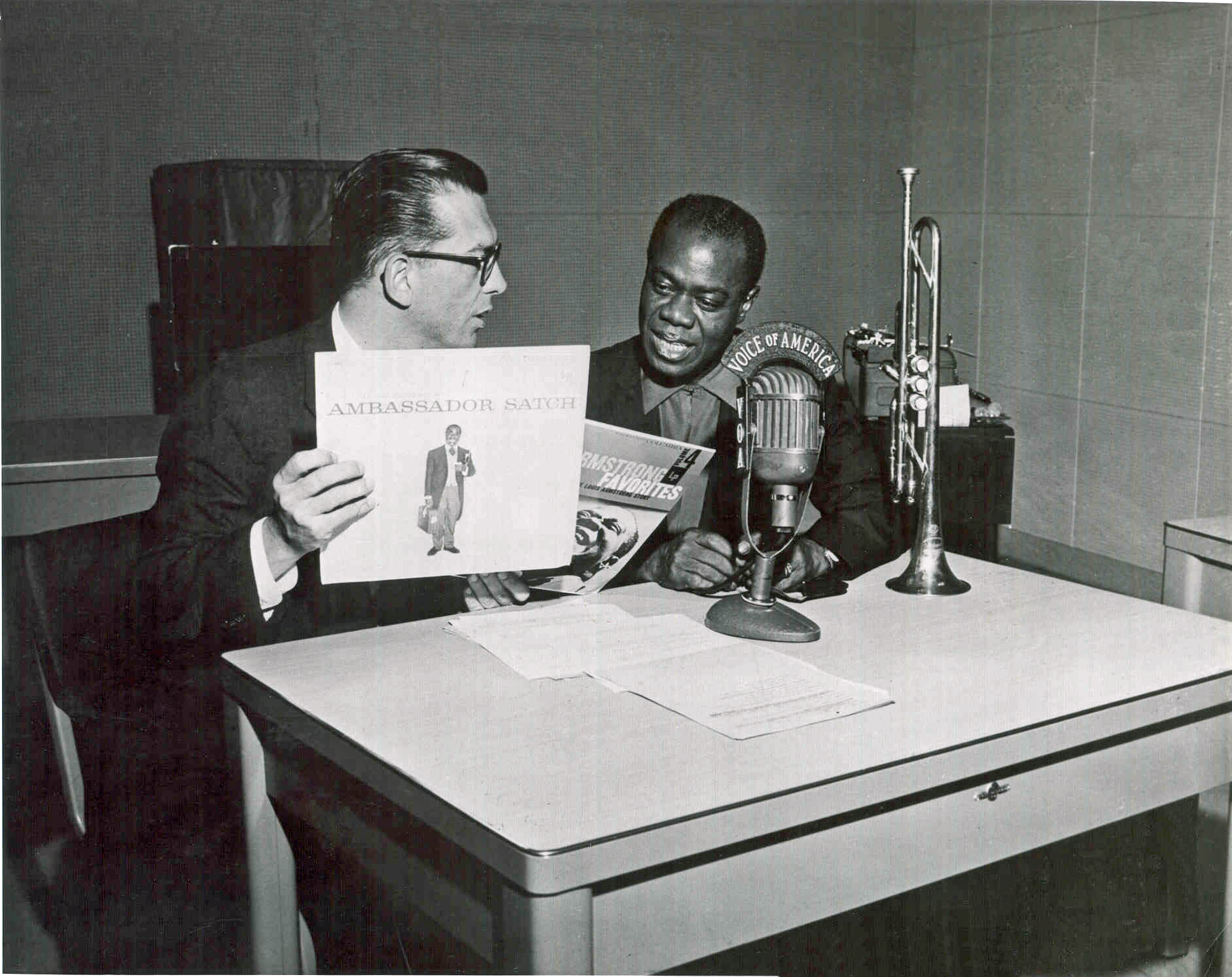
Avec Louis Armstrong
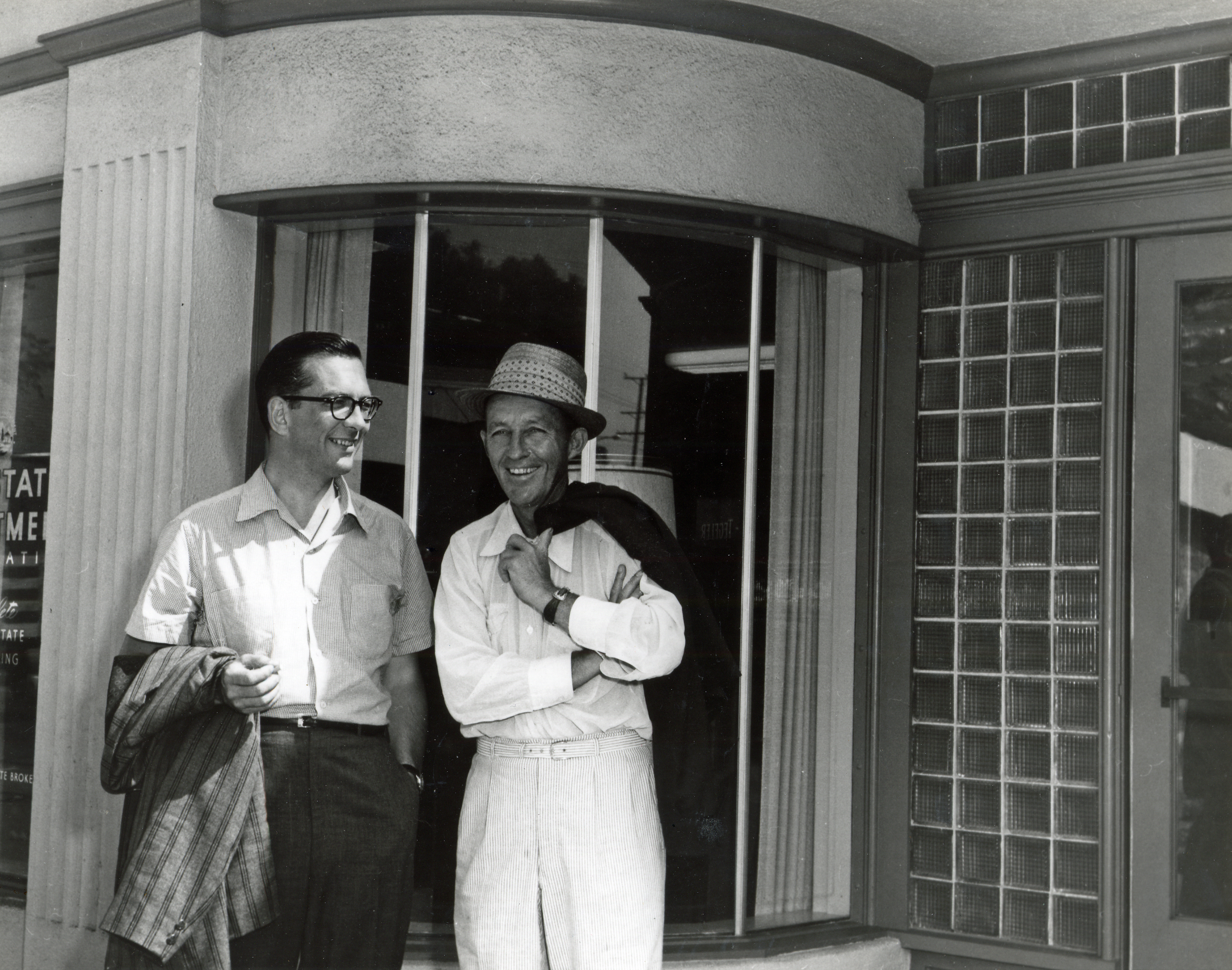
Avec Bing Crosby
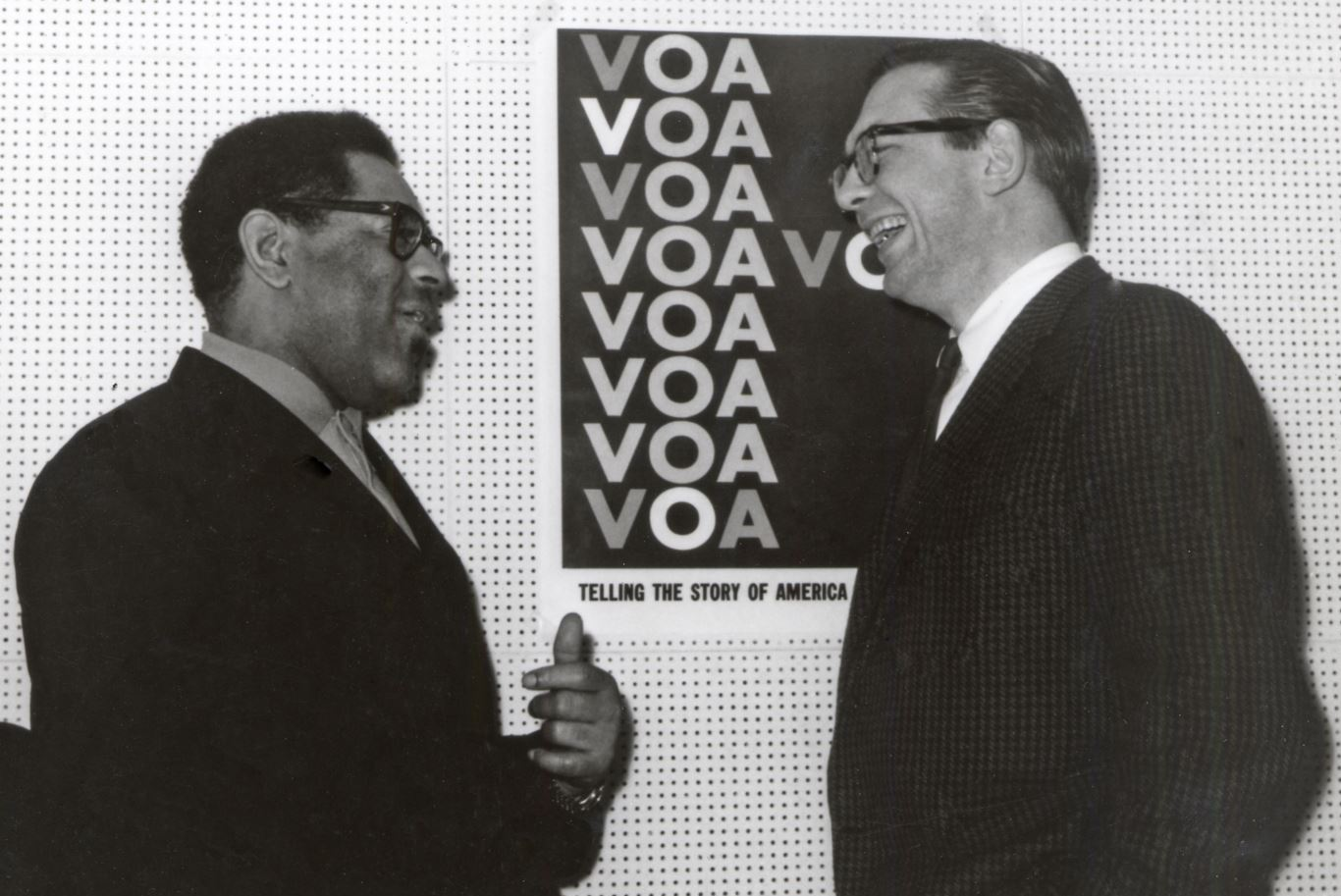
Avec Dizzy Gillespie

L'émission est diffusée avec succès pendant plus de 40 ans (en particulier jusqu'en URSS, durant la guerre froide) jusqu’à sa disparition en 1996, à l'age de 75 ans. Willis Conover sélectionne, présente, et diffuse de nombreux tubes de jazz (avec une prédilection pour les standards de jazz emblématiques des big bands swing de l'ère du jazz) et des interviews de nombreuses stars américaines emblématiques du jazz de l'époque, dont il fait la promotion, tels que Duke Ellington, Louis Armstrong, Benny Goodman, Artie Shaw, Lionel Hampton, Ella Fitzgerald, Billie Holiday, Sarah Vaughan, Peggy Lee, Bing Crosby, Dizzy Gillespie, Charlie Parker, Oscar Peterson, Irving Berlin, Stan Getz, Dave Brubeck, Stan Kenton, ou encore Art Tatum. Ces nombreux enregistrement radiophoniques d'entretiens historiques sont à ce jour archivés au Registre national des enregistrements de la Bibliothèque du Congrès des États-Unis en tant qu'enregistrements « culturellement, historiquement ou esthétiquement significatifs »,,,,. 
Willis Conover présente et produit également des albums de jazz,, des concerts de jazz de club de jazz, du Newport Jazz Festival, à la Maison-Blanche, ou encore pour le cinéma et la télévision américaine. Ces concerts tous publics ont contribué à l’abolition de la ségrégation raciale aux États-Unis.
À la suite de la disparition de Willis Conover en 1996, l'émission perdure jusqu'en 2003, avant d'être intégrée au programme Jazz America de Voice of America Music Mix (VOA1 (en)).  

## Quelques distinctions
- 2010 : Les entretiens radiophoniques enregistrés de Willis Conover sont archivés au Registre national des enregistrements de la Bibliothèque du Congrès des États-Unis en tant qu'enregistrements « culturellement, historiquement ou esthétiquement significatifs ».